# Róże Europy

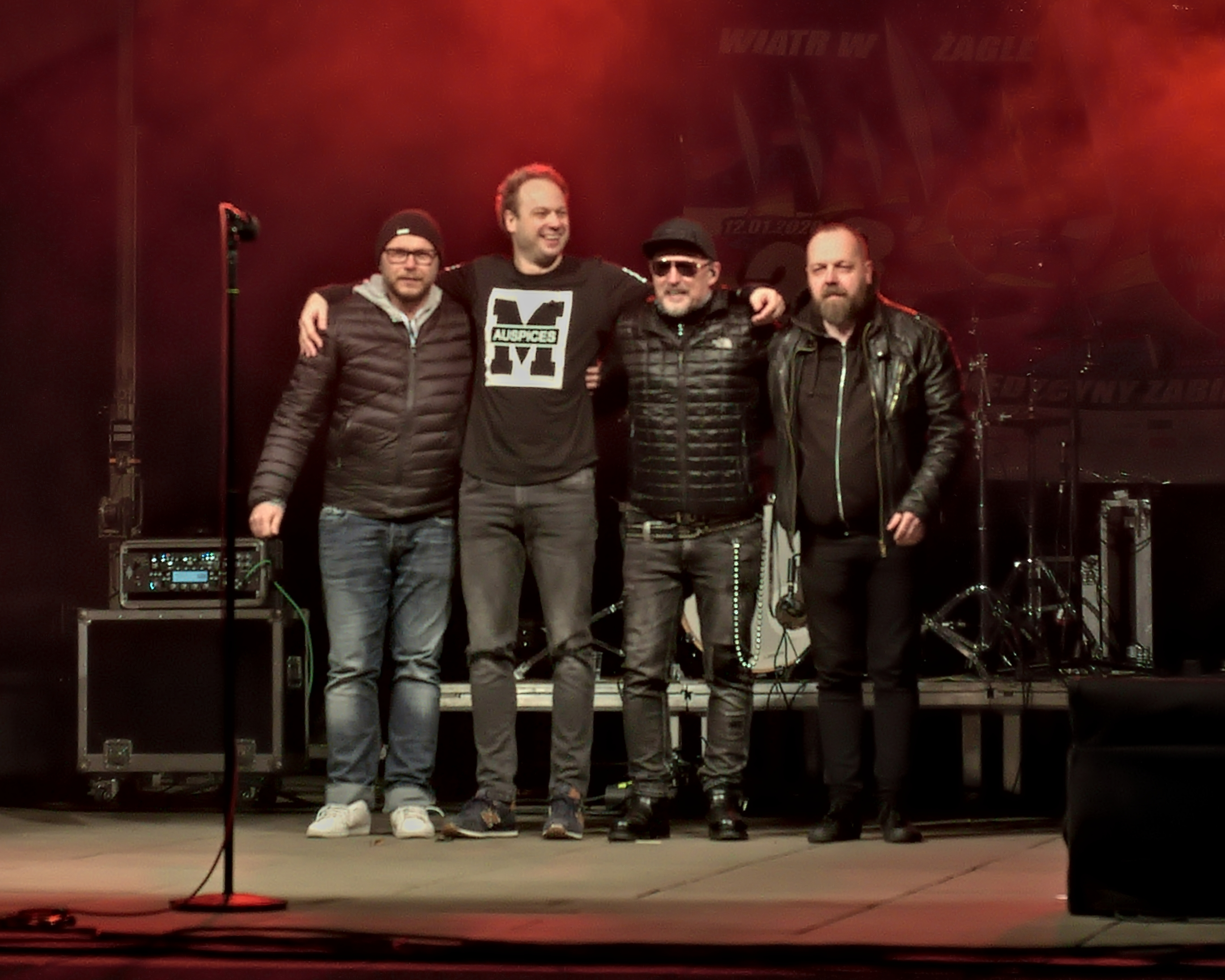
Róże Europy (2020)

Róże Europy (RE) – polski rockowy zespół muzyczny założony w 1983 w Warszawie, zyskał popularność w drugiej połowie lat osiemdziesiątych i na początku lat dziewięćdziesiątych.
Założycielem i liderem grupy jest Piotr Klatt – wokalista i autor tekstów, który jako jedyny był w zespole przez cały okres jego istnienia. Grupa często zmieniała skład, współtworzyli ją m.in. kolejni gitarzyści i zarazem kompozytorzy: Artur Orzech (obecnie dziennikarz i prezenter), Michał Grymuza, Grzegorz Witkowski (dziennikarz czasopism Tylko Rock i Teraz Rock, kompozytor „Rock'n'Rollowców”) oraz Sławomir Wysocki.

## Historia
Za oficjalne rozpoczęcie działalności zespołu można przyjąć występ na Festiwalu w Jarocinie w 1985 roku.
Trzy lata później ukazał się debiutancki album Stańcie przed lustrami. Ten i kolejne albumy przyniosły zespołowi popularność za sprawą takich utworów jak: „Stańcie przed lustrami”, „Mamy dla was kamienie”, „Rock’n’rollowcy” czy „Radio młodych bandytów”. 
Szczyt popularności nastąpił w roku 1992 wraz z wydaniem albumu Poganie! Kochaj i obrażaj, na którym znalazł się największy przebój grupy – „Jedwab”, a także single: „Wesołych Świąt” i „Kontestatorzy”. „Jedwab” (w którym gościnnie głosu użyczyła rozpoczynająca wtedy karierę Edyta Bartosiewicz) przez kilka miesięcy utrzymywał się w czołówkach list przebojów, m.in. przez pięć tygodni na pierwszym miejscu Listy Przebojów Trójki.
Kolejne albumy (z wyjątkiem koncertowego Marihuana) nie odniosły sukcesu komercyjnego. Stopniowo o zespole robiło się cicho, sami muzycy w 1997 roku ograniczyli działalność do sporadycznych koncertów.
Zespół powrócił po kilku latach z dwoma singlami: „Teraz” (2003) i „Kosmetyki” (2004), oba znalazły się na wydanej w 2005 roku kompilacji podsumowującej działalność grupy. 
8 marca 2007 roku ukazał się nowy studyjny album zespołu, zatytułowany 8. W roku 2013, na 30-lecie swojej pracy twórczej, zespół wydał album Zmartwychwstanie.

## Dyskografia
- Stańcie przed lustrami (1988)
- Krew Marilyn Monroe (1989)
- Radio młodych bandytów (1991)
- Poganie! Kochaj i obrażaj (1992)
- Marihuana (1993)
- Kolor (1994)
- Bananowe drzewa (1996)
- Gold (1999)
- Złota kolekcja: Żyj szybko, kochaj mocno, umieraj młodo (2005)
- 8 (2007)
- Zmartwychwstanie (2013)

## Skład zespołu
Obecnie zespół tworzą:
- Piotr Klatt – wokal
- Bartek „Bartass” Dębicki – gitara
- Grzegorz Korybalski – gitara basowa
- Sebastian Górski – perkusja[6]
- Artur Orzech – gitara